# Trofeo Melinda 1999
Il Trofeo Melinda 1999, ottava edizione della corsa, si svolse il 2 settembre 1999 su un percorso di 197 km, con partenza da Malé e arrivo a Cles. La vittoria fu appannaggio dello svizzero Mauro Gianetti, che completò il percorso in 5h09'56", alla media di 38,137 km/h, precedendo gli italiani Carlo Finco e Andrea Ferrigato.

## Ordine d'arrivo (Top 10)
| Pos. | Corridore         | Squadra                      | Tempo    |
| ---- | ----------------- | ---------------------------- | -------- |
| 1    | Mauro Gianetti    | Vini Caldirola-Sidermec      | 5h09'56" |
| 2    | Carlo Finco       | Alessio-Ballan               | a 0'10"  |
| 3    | Andrea Ferrigato  | Alessio-Ballan               | a 0'16"  |
| 4    | Romāns Vainšteins | Vini Caldirola-Sidermec      | s.t.     |
| 5    | Marco Velo        | Mercatone Uno-Bianchi        | s.t.     |
| 6    | Luca Scinto       | Mapei-Quick Step             | s.t.     |
| 7    | Roberto Petito    | Saeco-Cannondale             | s.t.     |
| 8    | Gianmario Ortenzi | Mercatone Uno-Bianchi        | a 0'22"  |
| 9    | Pietro Caucchioli | Amica Chips-Costa de Almería | a 0'27"  |
| 10   | Gianluca Tonetti  | Selle Italia-W52             | a 0'31"  |